# Colors (álbum de Laleh)
Colors é o quinto álbum de estúdio da cantautora iraniano-sueca Laleh, lançado a 16 de Outubro de 2013. Produzido pela própria Laleh, o álbum foi lançado pela Warner Music Suécia e Lost Army. Colors foi, como habitual, produzido, escrito, gravado e misturado por Laleh. É o seu primeiro álbum com edição internacional, fora da Escandinávia, sendo editado na Alemanha com um alinhamento especial.

## Faixas
1. "Speaking of Truth" – 4:23
2. "Colors" – 3:37
3. "Sway" – 3:28
4. "Dark Shadow" – 3:08
5. "Stars Align" – 3:27
6. "Wish I Could Stay" – 3:45
7. "Return to the Soil" – 4:32
8. "Goliat" – 4:07
9. "En stund på jorden" – 3:53
10. "Solen och dagen" – 4:21

Todas as letras e músicas por Laleh Pourkarim.

## Tabelas musicais[4]
| List (2013-2014)         | Melhor posição |
| ------------------------ | -------------- |
| Noruega VG-lista         | 4              |
| Suécia Sverigetopplistan | 2              |